# 等距群
在数学中，度量空间的等距群是所有双射的等距同构，用复合函数为组来操作。它的单位元就是恒等函数。
伪欧几里得空间上的 (广义) 等距保持幅度。
度量空间的每个等量组都是等距的子群。在大多数情况下，它表示空间中的对象或空间上定义的函数的一组可能的对称性。请参阅空间对称群。
离散等距组是一个等距组，这样对于空间的每一点，等距下的点的图像集都是一个孤点。

## 示例
- 由标量三角形的点组成的度量空间子空间的等距群是普通的集合。等腰三角的相似空间是二阶 C2的循环集合。等边三角形的相似空间是三阶D3的二面体群。